# Giuseppe Piazzi

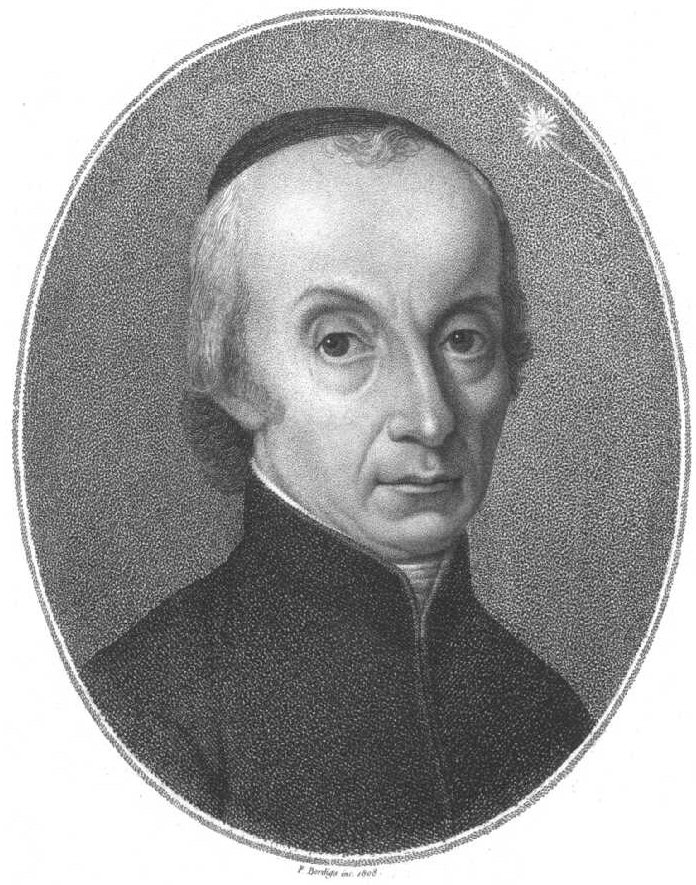
Giuseppe Piazzi

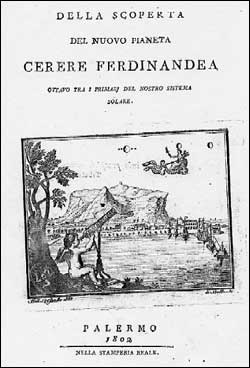
Voorplaat van Piazzi's boek over zijn ontdekking van Ceres, destijds de achtste planeet. De afbeelding toont de baai van Palermo gezien vanuit het Oosten en een Amor met Refractor (telescoop). In de lucht zijn de godin Ceres en de planeten Saturnus en Ceres te zien. Palermo, Stampa Reale, 1802

Giuseppe Piazzi (Ponte in Valtellina, 1746 - Napels, 22 juli 1826) was een astronoom, wiskundige en Theatijner monnik. Hij ontdekte in 1801 te Palermo de dwergplaneet Ceres. Hij onderwees filosofie in Genève, wiskunde aan de universiteit van Malta en theologie in Rome. 

## Ontdekking van Ceres
Piazzi is vooral bekend om zijn ontdekking van 1 januari 1801: een object dat scheen te bewegen tegen de achtergrond van vaste sterren. Eerst dacht hij een nieuwe ster ontdekt te hebben. Maar toen het hem opviel dat het object bewoog, raakte hij ervan overtuigd dat het een planeet was – of een "nieuwe ster", zoals hij het noemde. Hij was al negen jaar bezig stercatalogussen te controleren. Hij onderzocht die avond de zevenentachtigste ster in de catalogus van de zodiakale sterren van de abt La Caille, toen hij een vreemd lichtpuntje ontdekte.
In zijn dagboek tekende Piazzi het volgende op: 
Haar licht was zwakjes en dezelfde kleur als Jupiter, maar gelijk aan vele andere die tot de achtste magnitude worden gerekend. Daarom twijfelde ik niet over haar aard. Toen ik op de avond van de 2e mijn waarneming herhaalde en vond dat deze noch in tijd noch in hoogte overeenkwam met de zenit, begon ik te twijfelen of er een fout zat in de eerste waarneming. Pas later kwam bij mij een klein vermoeden op dat het een nieuwe ster (nuovo astro) kon zijn. De avond van de derde werd mijn vermoeden zekerheid, toen ik me ervan overtuigde dat het geen vaste ster was. Toch wachtte ik alvorens erover te spreken tot de avond van de vierde, waarop ik de voldoening had te zien dat ze zich  verplaatst had met dezelfde snelheid als de voorgaande dagen.
Ondanks zijn vermoeden dat het een planeet betrof, was Piazzi voorzichtig en kondigde hij zijn ontdekking aan als een komeet. Hij maakte zijn vermoeden pas bekend aan de Milanese astronoom Barnaba Oriani, die hij een brief schreef met de volgende opmerking:
Ik heb deze ster bekendgemaakt als een komeet, maar omdat zij niet vergezeld gaat van enige nevel en verder haar beweging zo langzaam is en vrij uniform, is de gedachte meermalen bij me opgekomen dat het iets beters is dan een komeet. Maar ik heb deze gedachte expres niet publiekelijk geuit.
Piazzi kon het object niet lang genoeg volgen om met de bestaande technieken zijn baan te berekenen. Maar de bekende wiskundige Carl Friedrich Gauss ontwikkelde een nieuwe methode van baanberekening - de kleinste kwadratenmethode - waarvoor weinig punten nodig waren die het astronomen mogelijk maakte de baanelementen te bepalen en het object terug te vinden. Toen bleek dat Piazzi's vermoeden juist was: het object was geen komeet maar een kleine planeet. Bovendien voorspelde de wet van Titius-Bode op vrijwel dezelfde positie een planeet.

## Naam Ceres
Piazzi noemde zijn ontdekking "Ceres Ferdinandea", naar de Romeinse godin van het graan en naar koning Ferdinand IV van Napels en Sicilië. Het Ferdinandea-deel van deze naam kwam later om politieke redenen te vervallen. Ceres bleek de eerste en grootste van de planetoïden in de planetoïdengordel.

## Vernoemd naar Piazzi
- planetoïde - In 1923 werd de duizendste ontdekt, die ter ere van Piazzi "1000 Piazzia" werd gedoopt.
- krater - Een recente ontdekking op Ceres (een grote, witte vlek die vermoedelijk een krater is en die werd waargenomen door de ruimtetelescoop Hubble) wordt informeel ook "Piazzi" genoemd.

- Bibliothèque nationale de France: cb12920801z (data)
- Gemeinsame Normdatei: 117685798
- International Standard Name Identifier: 0000 0000 6143 9974
- Library of Congress Control Number: n87803467
- Nederlandse Thesaurus van Auteursnamen: 306264242
- Istituto Centrale per il Catalogo Unico: TO0V281080
- SNAC: w6j983hw
- Système universitaire de documentation: 07610222X
- Virtual International Authority File: 69059990
- WorldCat: E39PBJfrGR9wgJBcthcC3hJJjC